# درسدن (منطقه)
درسدن (به آلمانی: Direktionsbezirk Dresden) یک منطقهٔ مسکونی در آلمان است که در زاکسن واقع شده‌است. درسدن ۱٬۶۲۶٬۸۷۰ نفر جمعیت دارد.